# Lichirtes hexapodoides
Lichirtes hexapodoides – gatunek kosarza z podrzędu Laniatores i rodziny Agoristenidae. Jedyny znany przedstawiciel monotypowego rodzaju Lichirtes.

## Występowanie
Gatunek jest endemiczny dla Kuby.